# Ziyadat Allah I
Ziyadat Allah I (Arabisch: زيادة الله الأول; onbekend - 10 juni 838) was van 817 tot zijn dood de derde Aghlabidische emir van Ifriqiya.
Ziyadat Allah I volgde zijn broer Abdullah I ibn Ibrahim op als emir van Ifriqiya. Tijdens zijn heerschappij bleven de verhoudingen tussen de Aghlabiden aan de ene kant en de Arabische troepen en de rechtsgeleerden aan de andere kant gespannen. Toen Ziyadat Allah I de Arabische legers wilden ontbinden in 824 leidde dat tot een grote opstand in Tunis. De opstand kon pas in 836 worden neergeslagen met de hulp van Berbers.
In 827 begon de emir een campagne tegen het Byzantijnse Sicilië, waarmee hij de Arabische troepen probeerde bezig te houden. Het leger stond onder leiding van de rechtsgeleerde en theoloog Asad ibn al-Furat van wie de emir ook af probeerde te komen omdat Asad de luxueuze levensstijl van de emir bekritiseerde. De verovering van Sicilië zou uiteindelijk meer dan een eeuw duren, maar nog tijdens de heerschappij van Ziyadat Allah I werd Palermo veroverd. De verdeeldheid op het Italiaanse vasteland maakte het mogelijk om ook daar plundertochten te organiseren tegen de christenen.
Ondanks de binnenlandse onrust bloeide de economie van het emiraat waardoor het mogelijk werd om nieuwe moskeeën en verdedigingswerken te bouwen, met name in Kairouan. Ziyadat Allah I werd na zijn dood opgevolgd door zijn broer al-Aghlab Abu Iqal.